# Tranvia Parma-Traversetolo/Montecchio
La tranvia Parma-Traversetolo, assieme alla diramazione per Montecchio faceva parte di un sistema di linee provinciali a vapore che si estendeva per 177 km, costituendo la più lunga rete d'Italia con binari a scartamento normale.
Attivata nel 1894 fino a Traversetolo e completata con linea per Montecchio nel 1901, la tranvia per passò negli anni dalla gestione privata a quella provinciale, fino alla chiusura avvenuta fra il 1934 e il 1940.

## Storia
Il 5 novembre 1890 la Provincia di Parma concesse a Luigi Corazza la costruzione ed esercizio di alcune tranvie da esercitarsi a vapore, prima delle quali la Parma-Traversetolo, di 20,081 km. Oltre ad essa l'atto di concessione prevedeva le seguenti linee:
- Parma-Langhirano, di 24 km
- Parma-San Secondo-Zibello-Busseto, di 45 km
- Parma-Soragna-Busseto, di 38 km
- Soragna-Borgo San Donnino (come allora si chiamava la città di Fidenza), di 9 km

Nel 1892 il Corazza cedette tale pacchetto di concessioni alla milanese Società Nazionale di Tramways e Ferrovie, che avviò la costruzione della prima linea.

### Lo sviluppo della rete

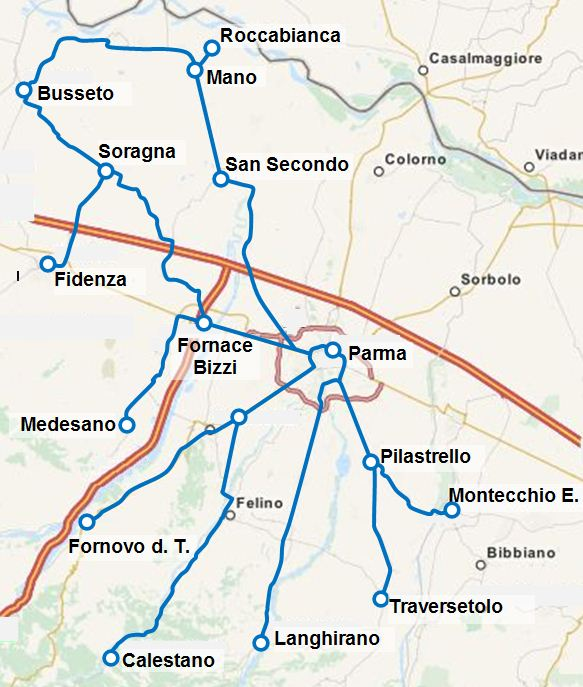
La rete delle tranvie provinciali di Parma

La Parma-Traversetolo fu inaugurata il 4 agosto 1894, anno in cui l'estesa rete concessa nel 1890 fu completata.
Nel 1899 alla concessionaria subentrò la Società Nazionale Ferrovie e Tramvie, con sede in Roma, la quale proseguì il programma di costruzioni: nel 1901 fu inaugurata a cura di tale amministrazione la Parma-Pilastrello-Traversetolo e nel 1908 la diramazione della Parma-Soragna-Busseto tra la Fornace Bizzi e Pontetaro-Medesano, quest'ultima concessa con regio decreto n.561 del 13 dicembre 1908.
Frattanto a Montecchio nel 1884 era stato attivato un servizio di carrozze a cavalli per Reggio Emilia, gestito dalla fratelli Siliprandi.
Con Regio Decreto 1º  dicembre 1901 n. 353 si autorizzò la SNFT ad esercitare la tranvia a vapore da Pilastrello a Montecchio in diramazione della tramvia Parma-Traversetolo, per la durata di cinquantatré anni a partire dal 1º gennaio 1900; il tronco di 8,457 chilometri era nel frattempo già stato inaugurato.
Tale tranvia era stata promossa dal Consorzio del Tram Pilastrello-Montecchio, costituito tra gli enti interessati dal passaggio della strada da Montechiarugolo a Montecchio, di proprietà comunale ed autorizzato con regio decreto n. 1234 del 26 maggio 1901. L'apertura ufficiale del servizio avvenne il 6 ottobre 1901 con un treno speciale partito da Parma alle ore 10:05 che raggiunse Montecchio un'ora dopo
In considerazione del buon andamento del traffico, nel 1912 si decise di aggiungere sulla diramazione una corsa in più, portando così a sei le partenze e i relativi arrivi alla stazione di Montecchio.
Un curioso episodio di cronaca caratterizzò gli anni della trazione a vapore: il 28 marzo 1913, per vendicarsi del licenziamento subìto, durante la notte un ex macchinista accese il fuoco a sei locomotive, dandosi alla fuga dopo aver provocato uno scontro fra le stesse; tale episodio assunse alle cronache nazionali grazie alla sua illustrazione nelle pagine de La Domenica del Corriere.
Con regio decreto n. 96 del 15 febbraio 1906, cui era annesso il disciplinare per la costruzione e l'esercizio, l'amministrazione provinciale di Parma fu autorizzata ad esercire a trazione elettrica le linee Parma-Collecchio-Ozzano-Fornovo, di 21,166 km e Stradella-Sala-Felino-Calestano, di 23,1 km, nonché a realizzare alcuni impianti all'interno della città, ossia il raccordo lungo 2,459 km fra la stazione delle tranvie di Barriera Bixio e la stazione FS ed il raccordo con lo scalo merci di quest'ultima, lungo 465 metri. Con un ulteriore regio decreto, il n. 397 del 29 agosto 1909, alla stessa amministrazione provinciale fu inoltre concesso l'esercizio della nuova rete tranviaria di Parma costituita dalle linee Barriera Vittorio Emanuele-San Leonardo di 2,473 km con diramazione Barriera Saffi-Foro Boario-scalo merci FS di 1,1 km e San Lazzaro-Crocetta di 5,268 km. La Parma-Traversetolo rimase dunque esclusa da tali programmi di ammodernamento.

### Guerre e declino
Durante la prima guerra mondiale, la SNFT decise di uscire dal mercato tranviario. Le linee parmensi furono cedute al gruppo Giuseppe Muggia e alla Banca Italiana di Sconto, mentre quelle cremonesi furono cedute alla provincia.
Al termine della prima guerra mondiale, nel 1918 l'esercizio della rete provinciale fu affidato a una nuova società appositamente costituita, la Compagnia Nazionale di Trasporti e Comunicazioni (CNTC) la quale, pur impegnata in un vasto progetto di estensione ed elettrificazione delle linee, incontrò ben presto difficoltà economiche anche a causa della concorrenza dell'autotrasporto.
Il 5 novembre di tale anno fu tuttavia stipulata fra l'amministrazione provinciale e il Comune di Parma una convenzione che consentiva il riscatto delle tranvie da parte di quest'ultimo.
Per fare fronte a tale situazione di crisi, nel 1924 fu istituito il servizio cumulativo con le Ferrovie dello Stato, furono attuate alcune modifiche all'armamento e immesse in servizio nuove vetture ad accumulatori.
In tale clima il 15 aprile 1934 fu soppressa la Pilastrello-Montecchio, prima fra le linee parmensi ad essere chiusa all'esercizio.
Nel 1937 il Comune di Parma avviò le pratiche per l'acquisizione della rete secondo la convenzione del 1918, affidando altresì all'ATM di Milano la redazione di uno studio per la sostituzione in filovia della rete urbana, completato nel 1939. Una'lteriore convenzione, siglata nel 1939, accordava alla CNTC la possibilità di sostituire la residua rete a vapore con autoservizi, restituendo alla stessa Provincia l'esercizio diretto di quella elettrica entro il 31 dicembre 1941.
La rete a vapore viene dunque soppressa: fra le ultime linee ad essere autosostituite fu proprio la Parma-Traversetolo, soppressa il 1º giugno 1940.
Le linee Parma-Fornovo e Parma-Marzolara, a trazione elettrica, così come il servizio urbano di Parma, furono nel frattempo trasferite alla Società Riunite Trasporti (SoRiT).

## Caratteristiche
| Unused urban continuation backward |

|  |  | Unused straight waterway | Unknown route-map component "STR+l" | Unknown route-map component "CONTfq" |

|  | Unknown route-map component "uexHST" | Station on track |

|  | Unknown route-map component "uexKRWgl" | Unknown route-map component "uexKRW+r" + Straight track |

|  | Unknown route-map component "uexBHF" | Unknown route-map component "eDST" |

|  |  | Unused straight waterway | One way leftward | Unknown route-map component "CONTfq" |

| Unknown route-map component "uexBHF" |

| Unknown route-map component "uexCONTgq" | Unknown route-map component "uexABZgr" |  |

| Unknown route-map component "uexHST" |

| Unknown route-map component "uexHST" |

| Unknown route-map component "uexHST" |

|  | Unknown route-map component "uexABZgl" | Unknown route-map component "uexKINTeq" |

| Unknown route-map component "uexHST" |

| Unknown route-map component "uexHST" |

| Unknown route-map component "uexHST" |

|  | Unknown route-map component "uexABZgl" | Unknown route-map component "uexCONTfq" |

| Unknown route-map component "uexHST" |

| Unknown route-map component "uexHST" |

|  | Unknown route-map component "uexABZgl" | Unknown route-map component "uexKINTeq" |

| Unknown route-map component "uexHST" |

| Unknown route-map component "uexBHF" |

| Unknown route-map component "uexKBHFe" |

Come il resto delle tranvie foresi, la linea era armata con rotaie del tipo Vignoles da 18 kg per metro montate su traversine in legno di quercia con lo scartamento standard di 1445 mm. Il raggio minimo di curvatura risultava pari a 50 m mentre la pendenza massima raggiungeva il 30 per mille in corrispondenza della curva fra Montecchio e Montechiarugolo, valori che mutavano rispettivamente a 20 metri di raggio e 55 per mille sulla rete urbana. In ambito urbano i binari erano costituiti da rotaie di tipo Phoenix da 42 kg/m.

### Percorso

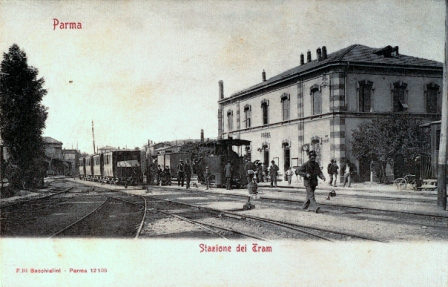
Stazione tranviaria di Parma

Il capolinea provvisorio dell'impianto era situato all'esterno della Porta Vittorio Emanuele (Barriera San Michele); lo stesso fu in seguito sostituito dalla stazione tranviaria vera e propria, i cui lavori di costruzione furono avviati il 20 gennaio 1893, posta nelle adiacenze della ferrovia sull'area precedentemente caratterizzata dai bastioni di porta San Barnaba, delimitata dai viali Fratti e Mentana; da strada Garibaldi e dal canale Naviglio. L'impianto comprendeva la Stazione passeggeri che si affacciava su viale Fratti, le rimesse per i convogli, collocate in testa ai binari e perpendicolari a strada Garibaldi, nonché pensiline ed edifici di servizio per la movimentazione delle merci lungo il viale Mentana e la sponda del Naviglio.
Con delibera della Giunta Comunale del 3 dicembre 1895, la "Società delle Tranvie" ricevette l'autorizzazione a realizzare un raccordo tra la Stazione di viale Fratti e lo scalo "Piccola Velocità" delle ferrovie, attivato solo nel 1907, che garantì un servizio di inoltro e spedizione delle merci dal vasto bacino provinciale alla rete nazionale ed internazionale.
Partiti dal capolinea i tram seguivano la circonvallazione lungo la direttrice via Fratti-viale Barilla; giunti alla Barriera Vittorio Emanuele (poi Barriera Repubblica), ove osservavano fermata, svoltavano sulla via Emilia Est che percorrevano fino all'incrocio con strada Antonio Zarotto, seguita per intero fino al bivio con la linea per Langhirano che veniva lasciata a destra su via Montebello.
Nel percorso urbano erano presenti i raccordi merci per il Consorzio Agrario e il mulino Scarlini, nonché quello per le officine del Gas e il Foro Boario, posto lungo il breve tratto di collegamento che alla progressiva chilometrica 0+600 si distaccava alla volta dello scalo ferroviario della Rete Adriatica. Successivamente si incontravano la fabbrica Aurelio Calligari & C., che produceva locomotive come succursale della Maffei, l'industria conserviera Medioli e & Lucignani e lo Zuccherificio Ligure-Lombardo Eridania.
Lungo il tratto extraurbano erano presenti due ulteriori raccordi al km 4,8 (Fabbrica Conserve Canetti & Rovesti) e a Piazza (Fabbrica Conserve Mutti).
Da qui la linea per proseguiva sul percorso della privinciale 513 (denominata via Traversetolo) fino al capolinea osservando, nell'ordine, le fermate di San Lazzaro, Santa Margherita, Marore-Mariano, Porporano e Malandriano (a servizio di Botteghino), fino alla stazione di Pilastrello, dal 1901 località di diramazione per Montecchio.
Ulteriori fermate venivano poi osservate a Marano, Piazza e Pontiroli, a servizio del non distante abitato di Masdone posto poco più a est. L'ultima località era infine servita da due distinti impianti, denominati Traversetolo Stazione e Traversetolo, effettivo capolinea, posto alla progressiva chilometrica 21 da Parma, raggiunto dopo circa settanta minuti di viaggio.
| Unused urban continuation backward |

| Unknown route-map component "uexHST" |

| Unknown route-map component "uexCONTgq" | Unknown route-map component "uexABZgr" |  |

| Unknown route-map component "uexHST" |

| Unknown route-map component "uexBHF" |

| Unknown route-map component "uexHST" |

| Unknown route-map component "uexWBRÜCKE1" |

| Unknown route-map component "uexBHF" |

| Unused straight waterway + Unknown route-map component "exKBHFa" |

| Unknown route-map component "exCONTf" |

Al Pilastrello i convogli provenienti da Montecchio trovavano coincidenza con le corse Traversetolo-Parma; da qui la linea seguiva il tracciato della strada provinciale 18. Dopo alcune curve in salita si giungeva alla fermata a richiesta di Monticelli, presso l'omonima località termale. A seguire i tram incontravano la stazione di Basilicagoiano, posta al centro del paese e raccordata con il Consorzio Agrario; la linea si approssimava dunque all'argine sinistro dell'Enza ove era presente la fermata di Montechiarugolo, il cui fabbricato si trovava di fronte alla "Fratta".
Superato il ponte sul torrente con l'ausilio di una livelletta del trenta per mille si raggiungeva infine la stazione di Montecchio, posta presso quello che in seguito sarebbe diventato viale Camillo Prampolini. Qui erano presenti due piccoli fabbricati uno dei quali munito di biglietteria e sala d’attesa per i passeggeri e l'altro utilizzato come deposito per il carbone. Completava la stazione il caratteristico serbatoio cilindrico dell’acqua; tale capolinea era caratterizzato dalla presenza del fabbricato detto "serbatoio Grisanti".
A partire dal 1909, i viaggiatori giunti a Montecchio potevano proseguire alla volta di Reggio Emilia a bordo dei treni in partenza dalla stazione ferroviaria capolinea della diramazione Barco-Montecchio della ferrovia Reggio-Ciano d'Enza. Per congiungere i due impianti, disposti sul medesimo asse, nel 1910 fu realizzato un binario di raccordo lungo 113,3 m.

## Materiale rotabile
Sulla rete tranviaria parmense a vapore prestarono servizio tre gruppi di locomotive, così ripartiti:
- 1÷14[22]: costruzione Breda 1893, rodiggio B, 30 km/h;
- 15: costruzione Orenstein & Koppel 1902, rodiggio B, 30 km/h;
- 16÷19: costruzione Henschel 1907, rodiggio B, 30 km/h;
- 20÷24: costruzione Henschel 1910-12, rodiggio B, 30 km/h.

Le locomotive Breda furono consegnate nel biennio 1892-1893 in un gruppo omogeneo di 14 esemplari; si trattava di motrici da 52 kW con interasse di 1400 mm; peculiarità dell'esemplare n. 4 "Busseto" era la presenza dei doppi organi di trazione e repulsione per l'esercizio sul raccordo di Parma e su quello di Montecchio Emilia.
Nel 1902 acquisì la quindicesima unità, battezzata n. 15 "Giuseppe Verdi" della Orenstein & Koppel (n. di costruzione 975/1902) con massa a vuoto leggermente superiore a quella delle Breda, che nel 1911 fu trasferita sulla rete cremonese.
Le locomotive Henschel furono risultato di più ordinazioni: nel 1907 e 1908 vennero consegnate in totale quattro unità del tipo "Tyras" da 60 kW, mentre nel 1910 e 1912 arrivarono in totale cinque unità del tipo "Trude", da 97 kW.
Nel 1924 ad opera della CNTC fu inoltre immessa in servizio un'automotrice ad accumulatori, dotate di riscaldamento elettrico. Costruita dalla OM di Milano con equipaggiamento elettrico Rognini & Balbo, tale rotabile aveva una potenza complessiva di 45 kW, offriva 52 posti a sedere ed era dotato di intercomunicante per l'accopiamento con una carrozza. Immatricolata col n. 51, tale motrice era soprannominata dai tranvieri "Bella Titina".
Completavano la dotazione originaria numerosi carri e carrozze a due assi forniti dalle Officine Diatto & Grondona e Fratelli Pellerin, cui negli anni dieci e venti si aggiunsero veicoli forniti dalla Officine Meccaniche Reggiane e dalle Officine Meccaniche Casaralta.